# Monika Henreid
Monika Henreid, gelegentlich auch Monica Henreid (* 14. April 1943 in den Vereinigten Staaten) ist eine US-amerikanische, frühere Schauspielerin und Dokumentarfilmregisseurin.

## Leben und Wirken
Monika Henreid wuchs in Los Angeles als Tochter des Leinwandstars Paul Henreid (Casablanca) unter der Hollywood-Filmprominenz der 1940er Jahre auf. Eine besonders enge Freundschaft verband sie mit ihres Vaters Leinwandpartnerin (Reise aus der Vergangenheit, Trügerische Leidenschaft) Bette Davis, an deren Seite sie 1963 auch eine kleine Rolle in dem Thriller Der schwarze Kreis, einer späten Inszenierung ihres Vaters, absolvierte. Seit ihrem Einstand als nicht einmal 15-Jährige in Paul Henreids Filmregie Asphalt-Hyänen, wo sie 1958 eine jugendliche Zigarettenverkäuferin verkörperte, wirkte Monika Henreid in einer Reihe von Kino- und Fernsehproduktionen mit, ohne mit den durchgehend kleinen Rollen jemals für größere Aufmerksamkeit gesorgt zu haben. Bereits 1974 beendete Monika Henreid jedwede schauspielerische Ambitionen und wirkte anschließend beim Film nur noch kurzzeitig (1975 bis 1977) als Garderobiere (Las Vegas Lady, Winterhawk, Psychic Killer und Evil Town).
In späteren Jahren sah sich Monika Henreid primär als Sachverwalterin dem schauspielerischen Nachlass ihres Vaters verpflichtet. Als Erzählerin war sie außerdem bei der Paul-Henreid-Folge im Rahmen der Fernsehdokumentarreihe Star of the Month im Kabelsender Turner Classic Movies zu hören. In den 2010er-Jahren bemühte sich Monika Henreid darum, via Crowdfunding das Geld für eine umfassende Filmdokumentation über ihren Vater aufzutreiben – ein Film, der derzeit (Stand: Juni 2018) unter dem Titel Paul Henreid, Beyond Victor Laszlo. A Daughter’s Memoir in Produktion ist.

## Filmografie
- 1958: Asphalt-Hyänen (Girls on the Loose)
- 1961: Thriller (TV-Serie, eine Folge)
- 1961: Alfred Hitchcock präsentiert (TV-Serie, eine Folge)
- 1963: Der schwarze Kreis (Dead Ringer)
- 1964: My Fair Lady
- 1964: Halt die Tasten heiß (Ballad in Blue)
- 1970: Diamond Stud
- 1971: Der Omega-Mann (The Omega Man)
- 1972: Der große Minnesota-Überfall (The Great Northfield Minnesota Raid)
- 1972: In schlechter Gesellschaft (Bad Company)
- 1973: Gate of Darkness
- 1973: The Blue Night
- 1974: California Kid
- 1974: Giganten am Himmel (Airport 1975)

Regie, Produktion, Konzept, Drehbuch:
- 2018: Paul Henreid, Beyond Victor Laszlo. A Daughter’s Memoir (Dokumentarfilm)